# Tabanus inaensis
Tabanus inaensis är en tvåvingeart som beskrevs av Asakawa och Takahasi 1975. Tabanus inaensis ingår i släktet Tabanus och familjen bromsar. Inga underarter finns listade i Catalogue of Life.